# Асташов, Сергей Васильевич
Сергей Васильевич Асташов (род. 5 февраля 1966, село Иннокентьевка, Красноярский край) — судья Верховного суда Российской Федерации (с 2014 года), председатель судебного состава по гражданским делам. 

## Биография
Родился 5 февраля 1966 года в селе Иннокентьевка Партизанского района Красноярского края.
В 1990 году с отличием окончил Красноярский государственный университет по специальности правоведение.
В 1985—1987 годах служил в Вооруженных силах СССР.
С июля 1990 года — стажёр прокуратуры Новосёловского района Красноярского края.
С мая 1991 года — следователь прокуратуры Новосёловского района Красноярского края.
С декабря 1992 года — народный судья Новосёловского районного народного суда Красноярского края.
С января 1997 года — судья Красноярского краевого суда.
С апреля 2004 года — заместитель председателя, первый заместитель председателя Красноярского краевого суда.
С апреля 2013 года — судья Судебной коллегии по гражданским делам Верховного Суда Российской Федерации.

В августе 2014 года переутверждён Советом Федерации России по представлению Президента РФ в судебную коллегию по гражданским делам Верховного Суда Российской Федерации.
С августа 2020 года — председатель Судебной коллегии по гражданским делам Верховного Суда Российской Федерации.
Имеет научную степень кандидата юридических наук, заслуженный юрист Российской Федерации. Присвоен высший квалификационный класс судьи.